# 黑里登
黑里登（德語：Herrieden，發音：[hɛˈʁiːdn̩] ⓘ）是德国巴伐利亚州中弗兰肯行政区安斯巴赫县的城市，面积81.66平方千米，2023年12月31日人口为8,325人。